# Peter Schäfer (Edelweißpirat)

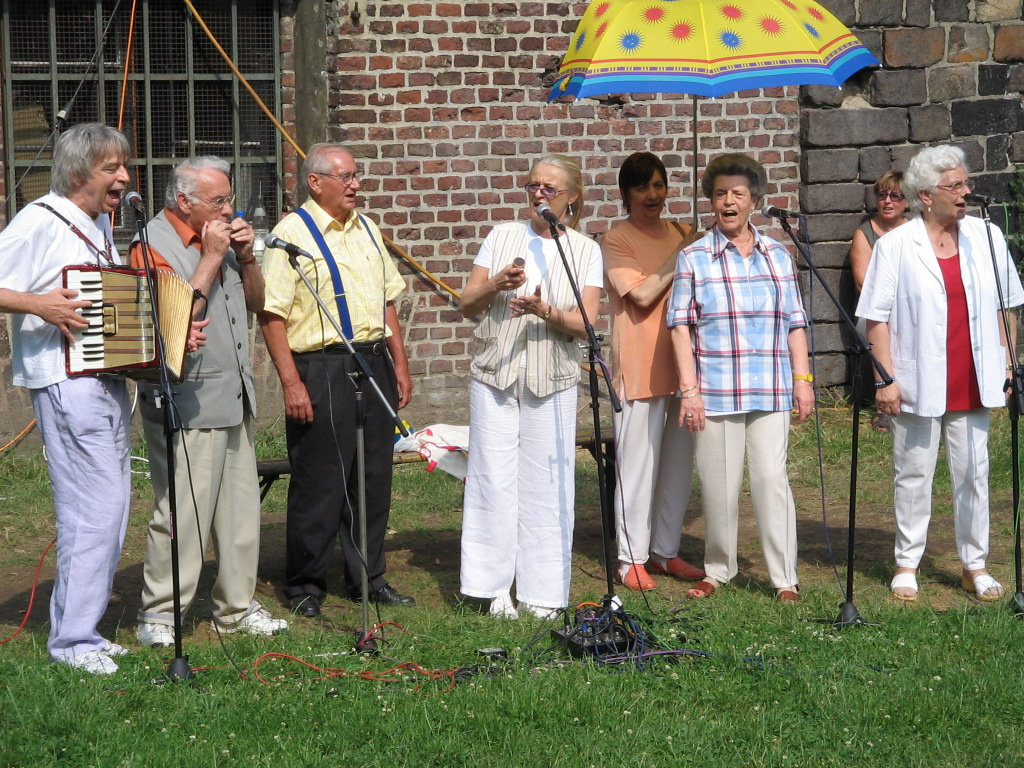
Schäfer, Jülich, Koch (2.,3.,6. v.l.) Edelweißpiratenfestival (2005)

Peter Schäfer (* 1930 in Köln) war als Jugendlicher beteiligt mit der Gruppe der Kölner Edelweißpiraten im Widerstand gegen den Nationalsozialismus.

## Leben
In Köln-Sülz aufgewachsen, wurden Schäfer und seine Eltern nach der Totalzerstörung der Wohnung 1943 in eine Behelfsbaracke in Köln-Ossendorf eingewiesen. Hier kam der Dreizehnjährige mit Edelweißpiraten in Kontakt, einer informellen Gruppe unangepasster Kölner Jugendlicher, die sich dem Zwang der NS-Parteijugend entzogen und in der Tradition der verbotenen Bündischen Jugend oder der unterdrückten katholischen Jugendverbände ihre eigenen Unternehmungen machten, die auch Aktionen des Widerstandes einschlossen. Er war einer der jüngsten Aktivisten, unternahm mit ihnen Fahrten zum Felsensee bei Königswinter und wurde 1944 schließlich, weil er Kluft trug, auf offener Straße verhaftet. Er wurde zunächst im EL-DE-Haus verhört, dann im Klingelpütz inhaftiert und schließlich im „Bewährungslager“ in Ellern (Hunsrück) interniert.

## Wirken als Zeitzeuge
Nach dem Ausscheiden aus dem Arbeitsleben, spätestens seit 2004, beteiligte er sich aktiv als Zeitzeuge an der Erinnerungsarbeit vor allem für junge Menschen und Schüler zur erlebten Geschichte und wirkte im Jahr 2004 auch aktiv an einem Projekt zur Aufarbeitung und Bewahrung der Musik der Edelweißpiraten mit. Auch bei den „Edelweißpiratenfestivals“ in Köln in den Jahren ab 2005 beteiligte sich Schäfer, er spielt Mundharmonika,  mit anderen Edelweißpiraten. Im Jahr 2007 wurde er deshalb zusammen mit Rolly Brings, dessen Gruppe mitwirkte, vom Landschaftsverband Rheinland mit dem Rheinlandtaler ausgezeichnet.

## Auszeichnung
Es hat lange gedauert, bis die damals jugendlichen Widerständler offizielle Anerkennung bekamen.
Nachdem Jürgen Roters als Regierungspräsident Mitglieder der Kölner Widerstandsgruppen, auch aus der besonders radikalen Ehrenfelder Gruppe, bereits im Juni 2005 öffentlich anerkannt hatte, dauerte es bis April 2011, bis er den fünf noch lebenden Mitgliedern Hans Fricke, Gertrud Koch, Peter Schäfer, Wolfgang Schwarz und Fritz Theilen nun als Kölner Oberbürgermeister das Bundesverdienstkreuz am Bande aushändigen konnte. Bei der Verleihung im Kölner Rathaus wirkte Rolly Brings mit seinem Edelweißpiratenlied mit.